# Hamersley Range
Die Hamersley Range ist eine Gebirgsregion in der Region Pilbara im australischen Bundesstaat Western Australia. 
Sie erstreckt sich vom Fortescue River im Nordosten 460 km nach Süden. Westaustraliens höchste Erhebung, der 1250 m hohe Mount Meharry, liegt in dem Gebirgszug. 
Das Gebirge ist durch zahlreiche Erosionsschluchten wie der Wittenoom Gorge gekennzeichnet.
Der Karijini-Nationalpark (früher „Hamersley-Nationalpark“), einer von Australiens größten Nationalparks, erstreckt sich um das Gebirge.
Das Gebirge weist reiche Eisenerzlagerstätten auf und ist das Hauptgebiet des Eisenerzbergbaus in Australien. Entlang des Gebirgszuges sind daher Bergwerke, Bergbausiedlungen und Eisenbahnlinien der großen westaustralischen Bergwerksgesellschaften zu finden.